# Alexander Alexandrowitsch Skotschinski

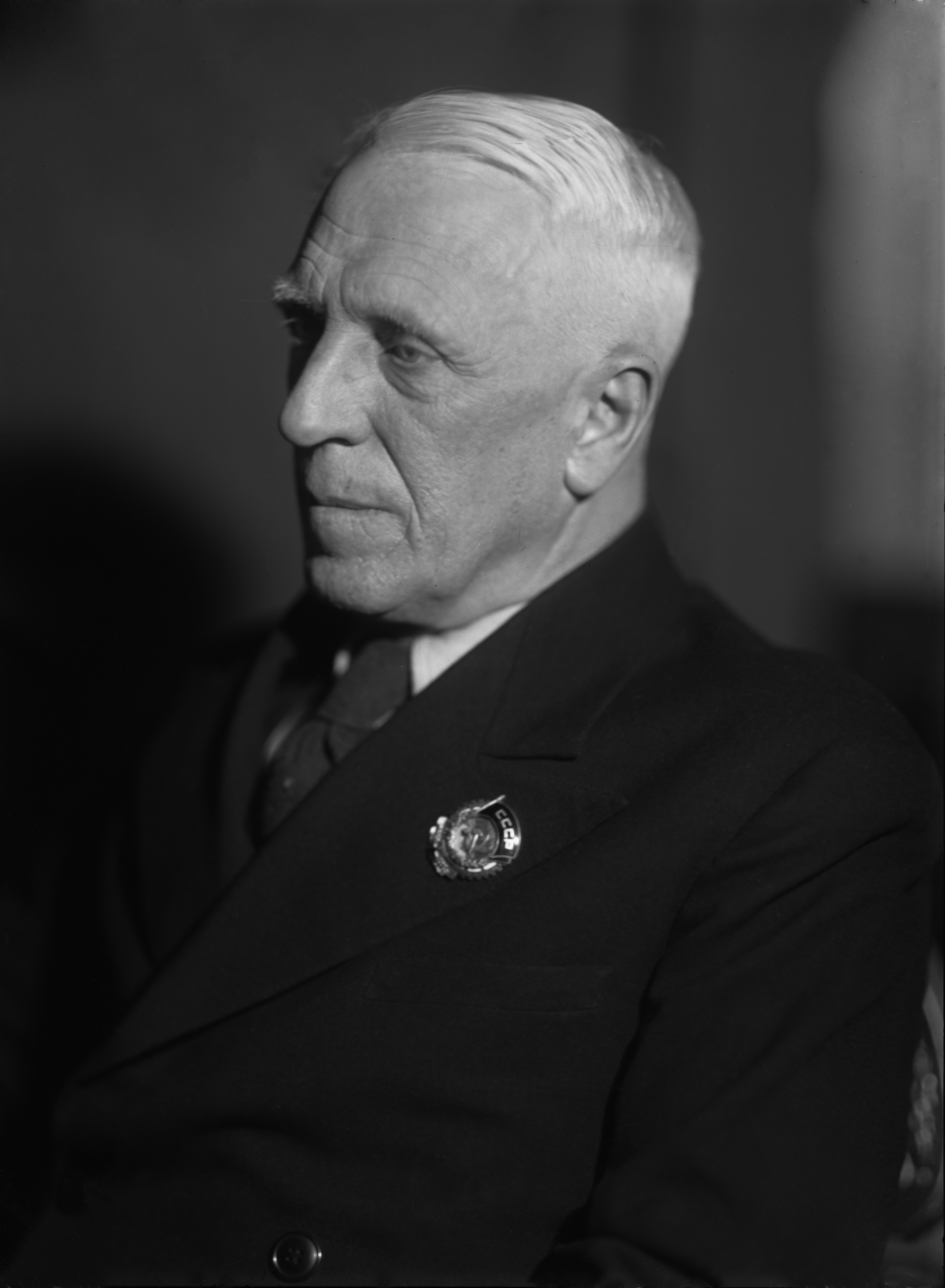
Alexander Alexandrowitsch Skotschinski 1939 bei Verleihung des Ordens des Roten Banners der Arbeit

Alexander Alexandrowitsch Skotschinski (russisch Александр Александрович Скочинский; * 1. Julijul. / 13. Juli 1874greg. in Oljokminsk; † 6. Oktober 1960 in Moskau) war ein russischer Montanwissenschaftler und Hochschullehrer.

## Leben
Skotschinskis Vater war als Teilnehmer am Polnischen Aufstand 1863 nach Sibirien verbannt worden. Nach dem Abschluss des Besuchs des Gymnasiums in Krasnojarsk mit einer Goldmedaille begann Skotschinski 1893 das Studium an der physikalisch-mathematischen Fakultät der Universität St. Petersburg. 1895 wechselte er zum Bergbau-Institut St. Petersburg, an dem er 1900 das Studium mit Auszeichnung abschloss. Er blieb dann dort als Ingenieur zur Verfügung des Direktors. Er wurde nach Deutschland, Belgien, Frankreich und Österreich-Ungarn geschickt und besuchte die dortigen Kohle-, Erz- und Salz-Bergwerke und -Gruben. 1902 wurde er Assistent am Lehrstuhl für Bergkunst und lehrte dort. Dazu wurde er akademischer Sekretär und Mitglied der Kommission für den Kampf gegen Gas- und Kohlestaub-Explosionen in russischen Bergwerken. 1904 inspizierte er 14 Bergwerke im Dombrowaer Kohlenbecken.
1905 verteidigte Skotschinski seine Dissertation über die Grubenluft und ihre Bewegung beim Grubenbetrieb für die Promotion zum Adjunkt-Professor. 1906 wurde er Professor am Lehrstuhl für Bergkunst des Bergbau-Instituts. Er entwickelte spezielle Kurse für Grubenbewetterung, Untertagebrände, Untertagerettung, Grubenausbau und Streckenförderung. Er richtete zwei Laboratorien für Grubenventilation und Rettung ein. Er war Mitglied verschiedener vom Bergdepartement der Regierung eingesetzten Kommissionen. 1908 nahm er an dem ersten internationalen Kongress für Rettungswesen in Frankfurt am Main teil. Auf dem II. Internationalen Kongress für Rettungswesen und Unfallverhütung 1913 in Wien wurde Skotschinski Ehrenvorsitzender der Sektion Bergbau.
Nach Februarrevolution 1917 und Oktoberrevolution lehrte Skotschinski im Russischen Bürgerkrieg am Polytechnischen Don-Institut in Nowotscherkassk. 1920 kehrte er nach Petrograd an das Bergbau-Institut zu seiner Lehr- und Forschungstätigkeit zurück. Er reiste 1924–1925 als Führer einer Delegation, zu der auch Nikolai Andrejewitsch Tschinakal gehörte, nach Europa und Amerika, um sich über den Zustand der dortigen Bergbauindustrie zu informieren. Er beriet Unternehmen im Donbass und im Ural und entwickelte Sanierungsprojekte.
1930 wurde Skotschinski an die Moskauer Bergakademie versetzt, die gerade das Moskauer Bergbau-Institut wurde. Dort wurde 1932 sein Grundkurs über die Grubenatmosphäre mit Atlas herausgegeben. Dieses Buch wurde ständig erweitert und wurde Teil des Lehrbuchs über Grubenbewetterung von Skotschinski und W. B. Komarow, das 1949 erschien. 1934 wurde Skotschinski zum Doktor der technischen Wissenschaften promoviert. 1935 wurde er zum Vollmitglied der Akademie der Wissenschaften der UdSSR (AN-SSSR, seit 1991 Russische Akademie der Wissenschaften (RAN)), zum Vizesekretär der Abteilung Technische Wissenschaften der AN-SSSR und zum Vorsitzenden der Gruppe Bergbau (Vizevorsitzender Alexander Mitrofanowitsch Terpigorew) gewählt und zum Congrès Internationale des Mines, de la Métallurgie, et de la Géologie Appliquée 1935 in Paris geschickt.
1938 wurde Skotschinski Direktor des neuen aus der Gruppe Bergbau gebildeten Instituts für Bergbauangelegenheiten der AN-SSSR in Ljuberzy (IGD), das jetzt Skotschinskis Namen trägt. Während des Deutsch-Sowjetischen Krieges reiste er in den Nord- und Südural, ins Kusbass und nach Karaganda und entwickelte zusammen mit Bergbauingenieuren Programme zur Steigerung der Kohle- und Erzförderung im Ural und in Kasachstan sowie zur gesteigerten Gewinnung von Aluminium und seltenen Metallen. Er leitete dann eine Gruppe von Wissenschaftlern für die Wiederherstellung der Bergwerke und Gruben im Donbass und im Moskauer Braunkohle-Gebiet.
Skotschinski wurde auf dem Nowodewitschi-Friedhof begraben.
Skotschinskis Namen trägt eines der weltweit tiefsten Kohlebergwerke in Donezk. Zum 100. Geburtstag Skotschinskis stifteten das Ministerium für Kohleindustrie der UdSSR und die Wissenschaftlich-Technische Gesellschaft der Spezialisten der Bergbauindustrie den Akademiemitglied-A.-A.-Skotschinski-Preis.

## Auszeichnungen
- Orden des Roten Banners der Arbeit (1939, 1945)
- Leninorden (1943, 1944, 1948, 1949, 1954)
- Stalinpreis III. Klasse (1950), I. Klasse (1951)[2]
- Held der sozialistischen Arbeit (1954)[2]
- Bergmannsruhm-Abzeichen I. Klasse (1957)